# قرش دوار
القرش الدوار أو قرش الجرجور و تنطق اليريور أو قرش الناعوض أو قرش غَزَّال (من يَغْزِلُ) (الاسم العلمي Carcharhinus brevipinna)، نوع سمك من البنبكيات وجنس القرش الترابي. أعطانه كافة أنحاء عالم باستثناء شرق المحيط الهادي. موئله السواحل البحرية على عمق 100 م، على الرغم من أنها تفضل المياه الضحلة.

## معرض صور

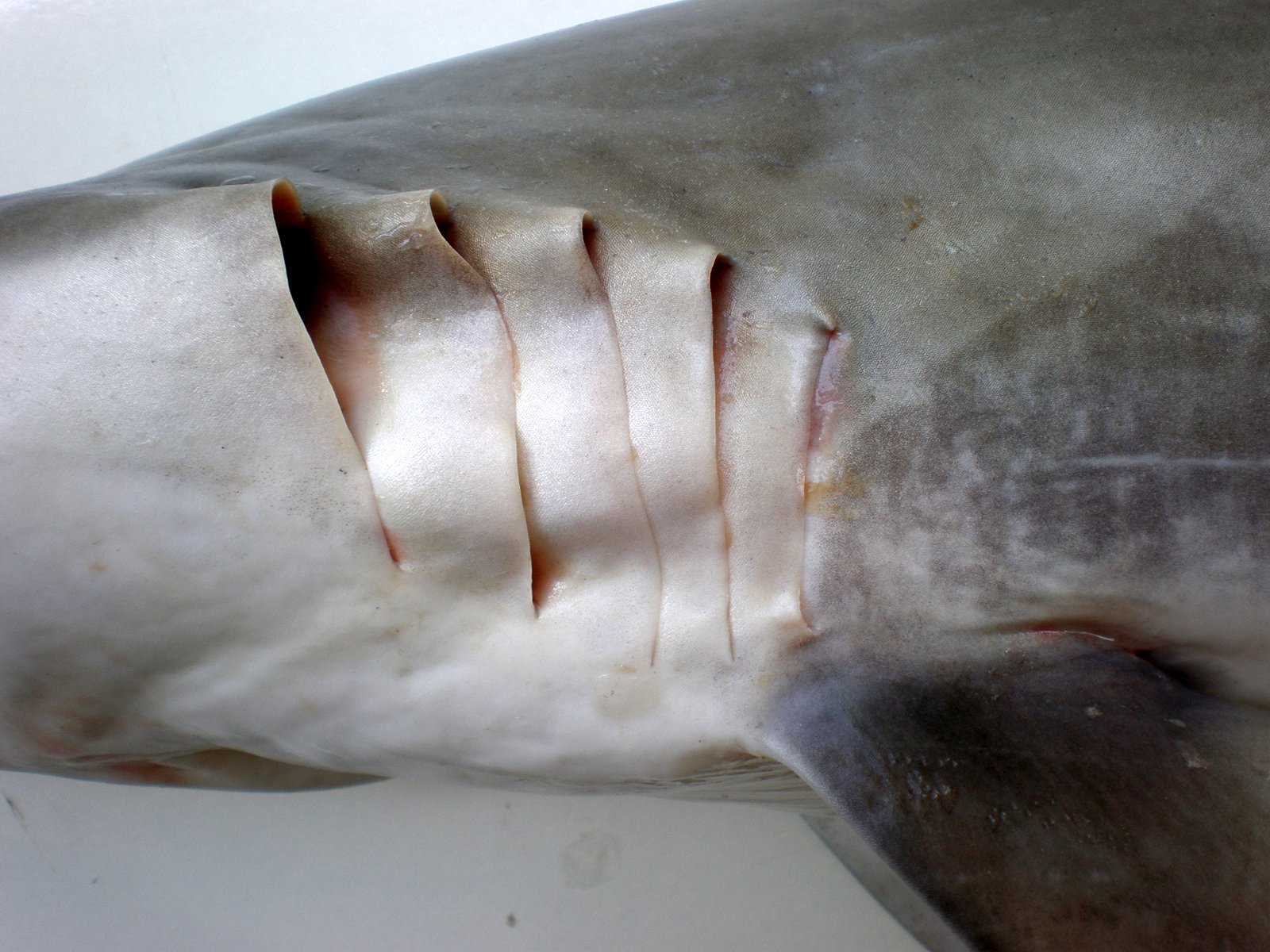
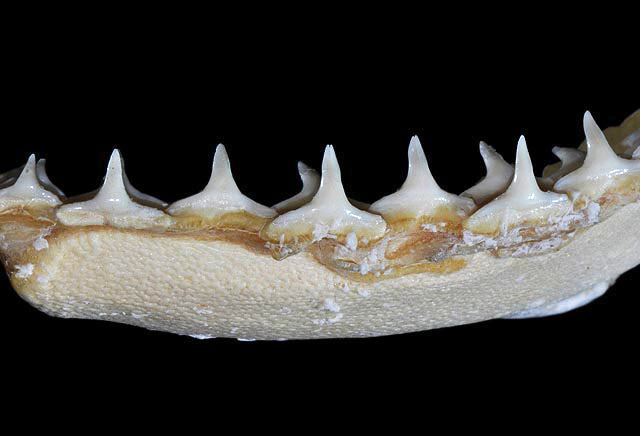
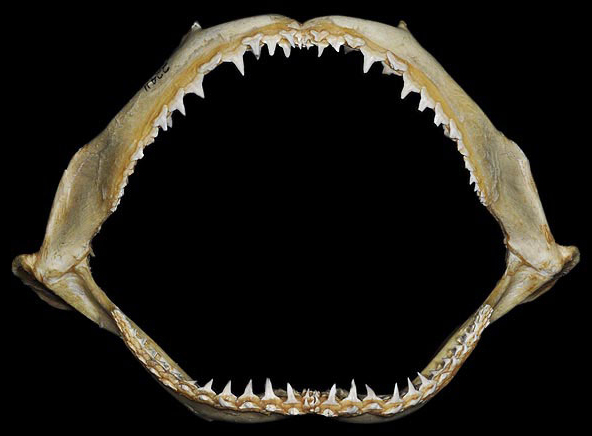
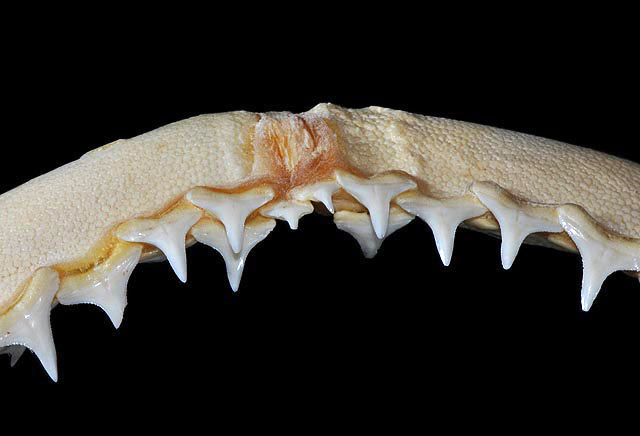